# Ґаллаґер
Лео Ентоні Ґаллаґер-молодший, відомий просто як Ґаллаґер (24 липня 1946 – 11 листопада 2022) — американський комедіант, один з найвідоміших комедійних виконавців 1980-х років завдяки своєму предметному та уважному до дрібниць стилю. Його фірмовий сценічний реквізит включав «Sledge-O-Matic», великий інструмент, схожий на молоток, яким він трощив різні предмети, зокрема кавуни, торти і пироги. Понад 30 років він давав від 100 до 200 шоу на рік, знищуючи десятки тисяч кавунів.

## Ранні роки
Ґаллаґер народився у Форт-Бреґ, штат Північна Кароліна, 24 липня 1946 року в родині ірландсько-хорватського походження. До дев'яти років він жив у Лорейні, штат Огайо, але через його астму сім'я переїхала до Південної Тампи, штат Флорида, де він відвідував середню школу імені Генрі Б. Планта. У 1970 році закінчив Університет Південної Флориди зі ступенем інженера-хіміка. Він додатково вивчав англійську літературу.

## Кар'єра
Після коледжу Ґаллаґер почав працювати дорожнім менеджером коміка/музиканта Джима Стаффорда. Стаффорд і Ґаллаґер подорожували до Каліфорнії в 1969 році; де Ґаллаґер також вирішив виступити. Він почав шліфувати власну комедійну гру, відвідуючи The Comedy Store і The Ice House. Він двічі виступав на The Tonight Show, коли ведучим був Джонні Карсон, хоча Карсон не любив реквізитної комедії. Ґаллаґер вперше з'явився на шоу 5 грудня 1975 року, продемонструвавши свій реквізит «The Tonight Show Home Game», і знову 9 травня 1979 року. Він також кілька разів виступав у шоу, коли запрошені господарі замінювали Карсона. Крім того, Ґаллаґер виступав у Шоу Майка Даґласа, Шоу Мерва Ґріффіна,  Годині комедії братів Смозерс і в Playboy Clubs.
На відміну від інших популярних стендап-коміків тієї епохи, які перейшли на ролі в ситкомах і фільмах, Ґаллаґер залишався здебільшого гастролером, і одного разу він підрахував, що давав «200 шоу на рік протягом 35 років».  Як зазначалось у журналі Variety, протягом своєї кар'єри він дав понад 3500 концертів.
При спробі балотуватись на посаду губернатора (як незалежний кандидат) на довиборах губернатора Каліфорнії в 2003 році, Ґаллаґер посів 16-те місце серед 135 кандидатів, набравши 5466 голосів.

### Комедійний стиль
Проголошуючи себе «Чарівником дивацтва», Ґаллаґер був відомий «дотепною грою слів» і гострою комедією спостережень, але його фірмовий вчинок передбачав використання «Sledge-O-Matic», великого дерев’яного молотка, яким він трощив різні харчові продукти та інші предмети, з особливим успіхом знищуючи кавуни. Його улюбленими цілями також були помаранчі, сири, тістечка, квасоля, чізбурґери, тюбики зубної пасти, контролери відеоігор і виноград. Акт Sledge-O-Matic, приклад комедії фізичного реквізиту, був пародією на ненавмисно смішну рекламу Ronco Veg-O-Matic, кухонного інструменту, активно рекламованого на американському телебаченні з середини 1960-х до 1970-х років. Глядачам Ґаллаґера часто роздавали дощовики, а деякі з наміром вбирали дощові плащі, щоб бути готовими до харчових рештків, які летіли в аудиторію. Він назвав перші ряди своїх шоу «шеренгою смертників» (англ. «Death Row»). У його шоу також було представлено різноманітний реквізит, у тому числі великий батут, схожий на диван. Ґаллаґер сам був автором власних жартів та гастролював із 15 реквізитами.
У липні 1999 року на шоу в Серрітосі, Каліфорнія, він дозволив собі кепкування, які вважалися образливими для мексиканців. У січні 2011 року Ґаллаґер вийшов з подкасту WTF коміка Марка Марона, коли Марон настирливо допитувався в Ґаллаґера про суперечливі жарти після того, як Ґаллаґер відповів, що з двох-трьохгодинного шоу було лише п'ять жартів, які він «чув на вулиці». У наступному інтерв'ю, коли мова зайшла про інцидент, Ґаллаґер звинуватив Марона в тому, що він "бачить у всьому лише чорне". У наступні роки Ґаллаґерові сюжети критикували за часті нотки гомофобії, параноїдальну тональність та расизм.
У липні 2012 року Ґаллаґера показали у телевізійній рекламі GEICO Insurance з його процедурою Sledge-O-Matic.
Незважаючи на серйозні проблеми з серцем, які він мав у свої 60 і на початку 70 років, Ґаллаґер продовжував гастролювати до 2020 року, коли пандемія COVID-19 змусила його перестати.

### Sledge-O-Matic

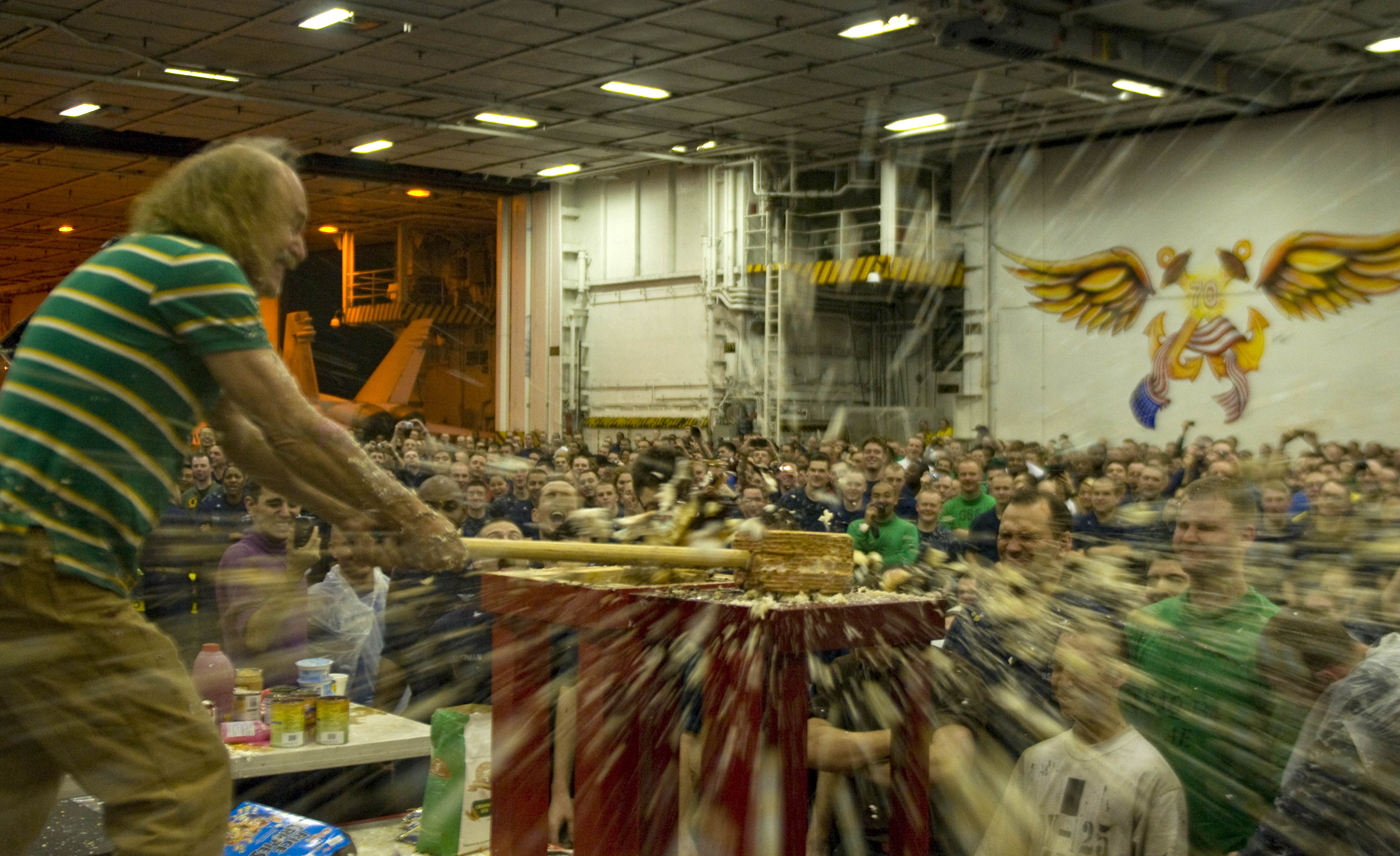
Ґаллаґер плющить торт за допомогою Sledge-O-Matic.

Хоча й міняючи програму від виступу до виступу, Ґаллаґер зазвичай закінчував кожне зі своїх шоу своєю фірмовою програмою «Sledge-O-Matic».

Традиційно він розпочався такою преамбулою:
Пані та панове! Я прийшов сюди сьогодні не просто для того, щоб розсмішити вас. Я прийшов сюди, щоб продати вам щось, і я хочу, щоб ви звернули особливу увагу!

 Дивовижна Master Tool Corporation, дочірня компанія Fly-By-Night Industries, кому довірила? Мені! Щоб я показав вам! Найзручніший і наймодніший кухонний інструмент, який ви коли-небудь бачили. І хіба вам не терпиться взнати, як це працює!?

 Ну, спочатку візьмемо звичайне яблуко. Покладемо його на ексклюзивну підставку. І тоді... беремо наш інструмент - не різачку, не тертушку, не кришилку, не блендерний автомат! Що ж вон, в біса, таке?! Це Плющ-О-Мат! (Sledge-O-Matic)! 
Потім Ґаллаґер діставав великий, як правило, дерев’яний молоток, розміром як ковальський молот, і лупив ним по яблуках, розбризкуючи шматки в аудиторію. Люди в перших кількох рядах зазвичай були готові до того, що їх забризкають, відкриваючи парасолі, надягаючи плащі або піднімаючи поліетиленову плівку. Вболівальники назвали цю подію «Ґаллаґеризацією».
Цей сюжет обігрував популярні рекламні ролики, в яких рекламувались господарські новинки для дому, популярність яких досягла піку в кінці 1970-х – на початку 1980-х років, а потім пішла на спад у 1990-х роках.

### Травми глядачів

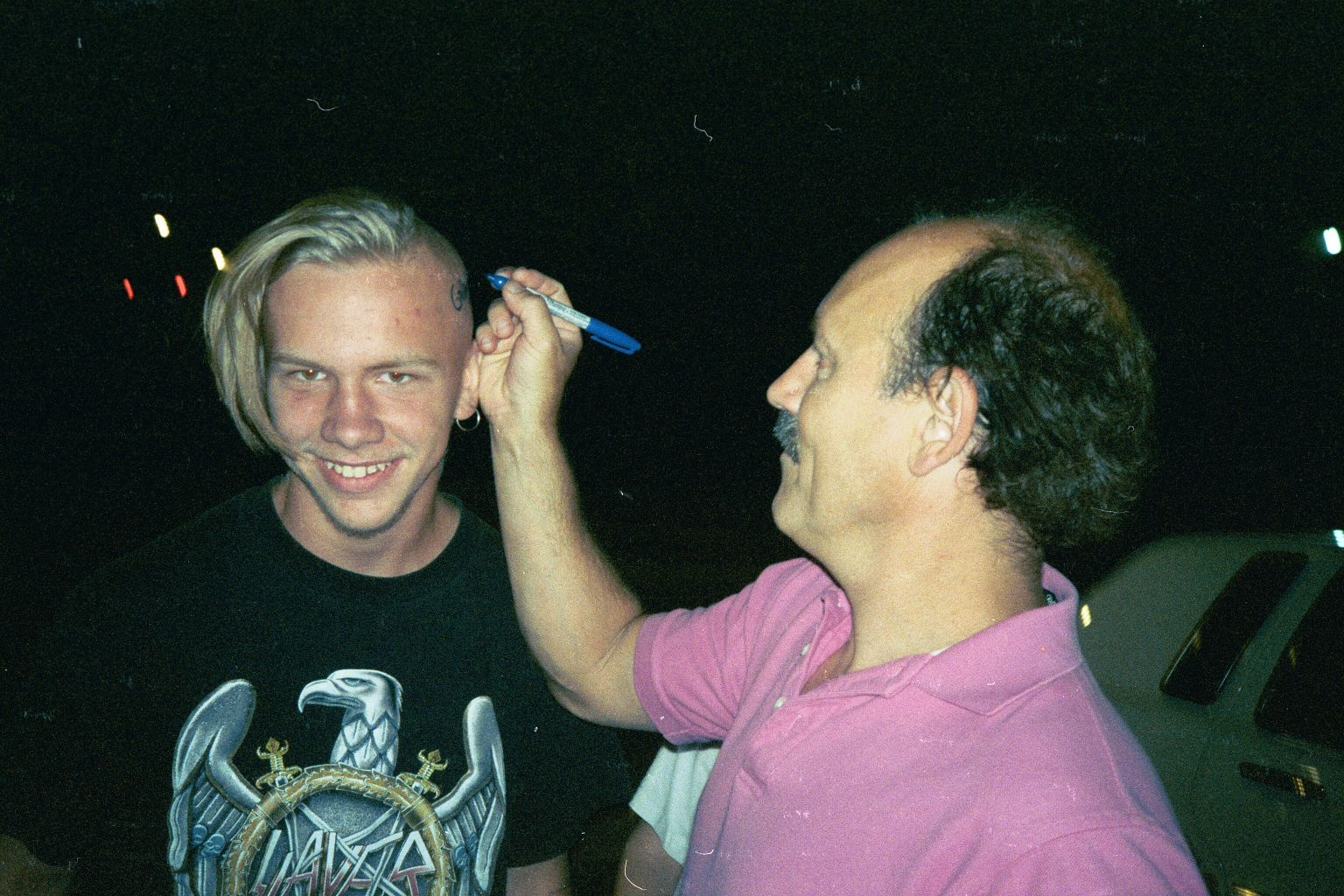
Ґаллаґер робить автограф на чолі свого фаната.

У деяких випадках глядачі отримували травми під час виступів Ґаллаґера.
На шоу в Коуч-Гаузі в Сан-Хуан-Капістрано, штат Каліфорнія, 29 вересня 1990 року жінку з аудиторії вдарив по голові важкий плюшевий пінгвін, усередині якого був вогнегасник. Пізніше вона подала в суд на коміка на 13 000 доларів за медичні рахунки, 20 000 доларів як втрачену зарплату та збитки, які, як повідомлялосья, перевищували 100 000 доларів. Справа була передана до суду в 1993 році, коли присяжні зрештою стали на сторону Ґаллаґера після бурхливого судового процесу, де Ґаллаґер виступив і, як повідомляється, викликав стільки ж сміху, скільки під час одного зі своїх шоу. Пізніше головуючий суддя Вільям Фроберґ сказав: «... за сім років на лаві підсудних я бачив багато персонажів, але жодного настільки театрального ... Це була розвага. Що-що, а нудно не було».
Під час виступу на ярмарку округу Вашингтон у Гіллсборо, штат Ореґон, 8 липня 2010 року жінка рвалася до сцени, послизнулася на харчових рештках і потрапила до лікарні з травмами.

## Конфлікт з братом
На початку 1990-х років молодший брат Ґаллаґера Рон попросив у нього дозволу виступати в шоу, використовуючи фірмову процедуру Sledge-O-Matic від Ґаллаґера. Лео дав свій дозвіл за умови, що Рон, зовні дуже схожий на Лео, і його менеджер уточнили в рекламних матеріалах, що виступає саме Рон Ґаллаґер, а не Лео Ґаллаґер. Рон зазвичай виступав на майданчиках, менших за ті, де виступав Лео Ґаллаґер. Через кілька років Рон почав рекламувати свою партію як Ґаллаґер теж або Ґаллаґер-два. У деяких випадках виступи Рона рекламувались таким чином, що залишалось незрозумілим, котрого з Ґаллаґерів побачать глядачі.
Лео спочатку зреагував на це проханням до брата не використовувати Sledge-O-Matic. Тим не менш, Рон продовжував гастролювати як Ґаллаґер-Ту, використовуючи стандартний сценарій. У серпні 2000 року Лео подав до суду на свого брата за порушення торгової марки та неправдиву рекламу. Зрештою суди стали на бік Лео і видали судову заборону Ронові виконувати будь-які дії, видаючи себе за свого брата в невеликих клубах і закладах. Цим приписом Ронові також заборонялось умисно використовувати зовнішню подібність до Лео.

## Спадщина
У 2004 році Comedy Central назвав Ґаллаґера 100-м найкращим стендап-коміком усіх часів. Ґаллаґер був незадоволений таким низьким рейтингом, коментуючи в газеті The Oregonian таким чином: «Я дивився на інших людей і намагався знайти тих, про кого я коли-небудь чув. Як я міг бути позаду людей, про яких я ніколи не чув?... Я зробив 13 одногодинних шоу для Showtime, які доступні на відео. Я винайшов моношоу на кабельному».
Ґаллаґера грає Пол Ф. Томпкінс у фільмі 2022 року Weird: The Al Yankovic Story.
В повідомленні про його смерть 11 листопада 2022 року, його менеджер сказав, що хоча у Ґаллаґера й були недоброзичливці, проте «він був беззаперечним талантом і американською історією успіху».

## Наукове дослідження
У 1980-х роках дослідники з Університету Лома Лінда використовували комедію Ґаллаґера для вивчення впливу сміху на організм. Взявши зразки крові у десятьох студентів медичних шкіл, що дивились виступи Ґаллаґера, дослідники спостерігали, як у піддослідних збільшується кількість лейкоцитів. Вчені заявили, що сміх зміцнив їхню імунну систему.

## Особисте життя
Ґаллаґер сказав, що втратив майже весь свій статок, спекулюючи на фондовому ринку, і жартував, що він «банкрут». Однак його давній менеджер заперечив це як перебільшення задля комічного ефекту, додавши: «Кожен би хотів бути таким банкрутом, як Лео».
Під час виступу 10 березня 2011 року в Рочестері, штат Міннесота, Ґаллаґер впав на сцені, схопившись за груди. Його терміново доставили до лікарні Сент-Меріс, де було встановлено, що він переніс легкий серцевий напад.
Через рік, 14 березня 2012 року, безпосередньо перед виступом у Льюїсвіллі, штат Техас, Ґаллаґер відчув сильний біль у грудях. Менеджер Ґаллаґера сказав, що комік переніс "середній або серйозний" серцевий напад і був поміщений в лікарню в стані медикаментозної коми, поки лікарі намагалися визначити, що не так з його серцем. Після заміни двох коронарних стентів лікарі повільно вивели його з коми 18 березня 2012 року. Він швидко одужав і почав розмовляти з родиною. Його менеджер Крістін Шеррер заявила, що він дихав самостійно, рухався і розповідав анекдоти.
Ґаллаґер помер у госпісі у своєму будинку в Палм-Дезерті, штат Каліфорнія, 11 листопада 2022 року у віці 76 років. Причиною смерті стала відмова органів через численні серцеві напади, які він переніс протягом життя.

## Фільмографія

### Комедійні сюжети
- Вечір без цензури (1980)
- Космос (1980)
- Шалений до нестями (1981)
- Двоє справжніх (1981)
- Абсолютно новий (1982)
- Але то дурня! (1982)
- Застряг у шістдесятих (1983)
- Найбожевільніший (1983)
- Кавунове шаленство (1984)
- Над твоєю головою (1984)
- Бухгалтер (1985)
- На скору руку (1986); містить уривки з попередніх сюжетів
- За бортом (1987)
- Нам потрібен герой (1992)
- Сирним головам капець (1997)
- Замішання в Техасі (1998)
- Sledge-O-Matic.com (2000)
- Тропік Ґаллаґера (2007) [38]
- Gotham Comedy Live (2014); епізод «Ґаллаґер», записаний 9 жовтня в Gotham Club в Челсі в Нью-Йорку [24]

### Акторські вистави
- Місто рекордів (1978) [39]
- Година комедій братів Смотерс (серіал 1988); 1 епізод
- Nontourage (2010, короткометражка)
- Книга Даниїла (2013) в ролі Абіба-астролога[40]

### Інше
- Match Game-Hollywood Squares Hour (1983) – учасник ігрового шоу / запрошена зірка знаменитості
- Тош. О (2010) – камео
- Шоу Еріка Андре (2013) – камео
- Celebrity Big Brother 2 (2019) – гість, виконав процедуру Sledge-O-Matic для Power of Veto Comp